# ديكلان هيوز (لاعب سنوكر)
ديكلان هيوز (بالإنجليزية: Declan Hughes)‏ هو لاعب سنوكر بريطاني، ولد في 27 أبريل 1973 في أيرلندا الشمالية في المملكة المتحدة.

## روابط خارجية
- ديكلان هيوز على موقع CueTracker.net (الإنجليزية)